# Eisen(III)-pyrophosphat
Eisen(III)-pyrophosphat ist eine anorganische chemische Verbindung des Eisens aus der Gruppe der Phosphate. Er liegt als Nonahydrat vor.

## Gewinnung und Darstellung
Eisen(III)-pyrophosphat kann durch Reaktion von Natriumpyrophosphat mit Eisencitrat oder Eisen(III)-chlorid gewonnen werden.

## Eigenschaften
Eisen(III)-pyrophosphat ist ein grünlich gelber bis gelblich weißer geruchloser und fast geschmackloser Feststoff, der praktisch unlöslich in Wasser ist. Er ist löslich in einer wässrigen Lösung von Natriumpyrophosphat, Ammoniak oder Ammoniumcitrat.

## Verwendung
Eisen(III)-pyrophosphat kann als Eisenquelle für Menschen mit Eisenmangel verwendet werden. Die Verbindung darf auch Lebensmitteln (Schmelzkäse) zugesetzt werden.
Die Verbindung ist auch als Pflanzenschutzmittelwirkstoff mit geringem Risiko zugelassen. Pflanzenschutzmittel mit diesem Wirkstoff sind in Österreich und Deutschland, jedoch nicht in der Schweiz im Handel.